# Venonia muju
Venonia muju är en spindelart som först beskrevs av Pater Chrysanthus 1967.  Venonia muju ingår i släktet Venonia och familjen vargspindlar. Inga underarter finns listade.